# 瓦莱韦
瓦莱韦（義大利語：Valleve），是意大利贝加莫省的一个市镇。总面积14.96平方公里，人口136人，人口密度9.1人/平方公里（2009年）。国家统计（ISTAT）代码为016226。